# ぽぽらじ
『ぽぽらじ』とはPCゲーム原作で2003年にBS-iでアニメ化された『ぽぽたん』のラジオ番組である。
『ゴクラク!もえもえステーション』内で放送されていたラジオ番組の1つで、その後インターネットラジオとして40回更新された。
パーソナリティーは大原さやか（あい役）・浅野真澄（まい役）・桃井はるこ（みい役）

## 逸話
基本的に大原が浅野をイジりまくり、そこを桃井が何とか進行していくという形で番組が進行。大原と浅野の掛け合いの凄まじさに、さすがの桃井が比較的普通の人になってしまうほどで放送中に幾つかの逸話を残すことになった。
- 3人でカレー料理大会を開催したことがあったが、大原が作った「ヘルシー、そして夏らしい」さやカレー[2]は「カレーとも思えない奇妙な物体」と化していて桃井は「『ぽぽたん』のあいさんみたい」[3]、浅野は「大原さやか恐るるに足らず」、構成作家のトディーは「いや、大原さやか恐るべしだろ」と感想を漏らし文字通り参加者を「恐怖のどん底」へ叩き落した。
- 浅野が頭が大きい為あだ名としてあたまと呼ばれていた事に大原が大爆笑、以後の番組進行がままならなくなった[4]。
- 大原が酒席の上でおしぼりを投げていたことを浅野が言及[5]。このネタはその後の『ぽぽらじ』ばかりか、（その後大原がパーソナリティーをしていた）『すごラジ』でもしばしばネタにされてしまうほどリスナーの反響が大きかった。
- 『テレビアニメぽぽたん放送スペシャル』（2003年7月12日放映）において3人で富士急ハイランドに出かけたが、大原はツチノコや隕石のジョーク看板に騙された上に乗るはずの無かったドドンパに乗せられて「ぽぽらじなんて、大っ嫌い!」と叫んでいた。
- 桃井が死海で泳いだことに言及したところ、大原が泳げないことを告白。そのため水着もスクール水着止まりで、後々までネタにされていた。

またこのラジオが他の彼女達のラジオその他にも影響している事も否定できない。

## 放送時間
- ラジオ大阪（2003年4月2日〜12月27日放送）
  - 水曜・24:00-24:15（2003年4月〜2003年9月）
  - 土曜・24:00-24:15（2003年10月〜2003年12月）
- TBSラジオ（2003年4月5日〜12月27日放送）
  - 土曜・25:00-25:15
- バンダイビジュアルWebサイト「BEAT NetRadio」内（2004年1月9日〜10月8日。現在、配信終了）
  - 毎週金曜日正午更新

提供はランティス・バンダイビジュアル。

## 主題歌
- オープニングテーマ「ぽぽらじのうた」
  - 歌：あい〈大原さやか〉、まい〈浅野真澄〉、みい〈桃井はるこ〉

## 註
1. ↑  これはあくまで原則であって例外も多々ある
2. ↑  原料はきのこ（マッシュルーム他）・陸奥豚のヒレ・ガーリック・鷹の爪・ナス等の野菜で、総じて10人前分以上の材料を確保されていた。またトロみを出すという目的でなぜか餅が投入されて更なる混沌を生んだ。
3. ↑  『ぽぽたん』のあいも、料理が壊滅的なくらい下手
4. ↑  それ以降、浅野とラジオ番組で共演していた本多陽子や斎藤桃子に、窮地に立たされた時の切り返しとして「あたま」と言い返す事を教えている
5. ↑  大原がおしぼり投げをしたのは、『光と水のダフネ』プチ打ち上げの飲み会だったようで、『中原麻衣・岩田光央のラジオネレイス』第20回でも実態が暴露されている
6. ↑  特に大原はラジオ放送初回において、自身の初めてのアニメラジオ主演であると話しており、アニラジ巧者の浅野・桃井に影響されつつ、このラジオから彼女独特のアニラジパーソナリティとしてのスタイルが形成されていった。なお、FMではもっと前からBAYFMの『NOW HITS STREET』に出演しているが、こちらはいわゆるFMらしいDJスタイルのラジオなので、かなり雰囲気が違っている。